# Lauenburg (navire météorologique)
Le Lauenburg est un navire météorologique allemand utilisé dans les premières années de la Seconde Guerre mondiale dont le rôle était de fournir des rapports météorologiques pour la marine allemande, dont les sous-marins. Sa capture, et son naufrage, le 28 juin 1941 permirent à la Royal Navy d'acquérir d'importants livres et pièces d'une machine de codage Enigma. L'opération est lancée par les Britanniques dès lors qu'ils apprennent l'utilisation de ces navires, mal protégés. Ils supposent que cette faiblesse pouvait être exploitée pour se procurer le code Enigma.

## Histoire
Le Lauenburg fut construit en 1938 comme un chalutier, nommé pour la ville de Lauenburg/Elbe, et portant le numéro d'identification PG 532. Basé à Bremerhaven, il était la propriété de H. Bischoff & Co, de Brême. Il fut acquise par la Kriegsmarine en 1940 et il est entré en service naval en novembre de cette année, après avoir été converti en un navire météorologique tout en conservant le même nom. Dans sa nouvelle configuration, le bateau transportait un équipage de 19 à 21 personnes ainsi que huit techniciens en météorologie. Son rôle était d'émettre des bulletins météorologiques détaillés pour les unités navales, y compris la flotte de U-Boote de l'Allemagne.
Le cryptologue britannique Harry Hinsley, qui travaillait alors à Bletchley Park, réalisa à la fin d'avril 1941 que les navires météorologiques allemands étaient généralement des chalutiers isolés non protégés et utilisaient les mêmes livres de code Enigma que le navire de guerre de Kriegsmarine. Bien que les navires météorologiques ne transmettaient pas les bulletins météorologiques avec Enigma, ils devaient encore avoir l'une de ces machines à bord pour décoder les signaux Enigma de l'Amirauté ou d'autres navires allemands.

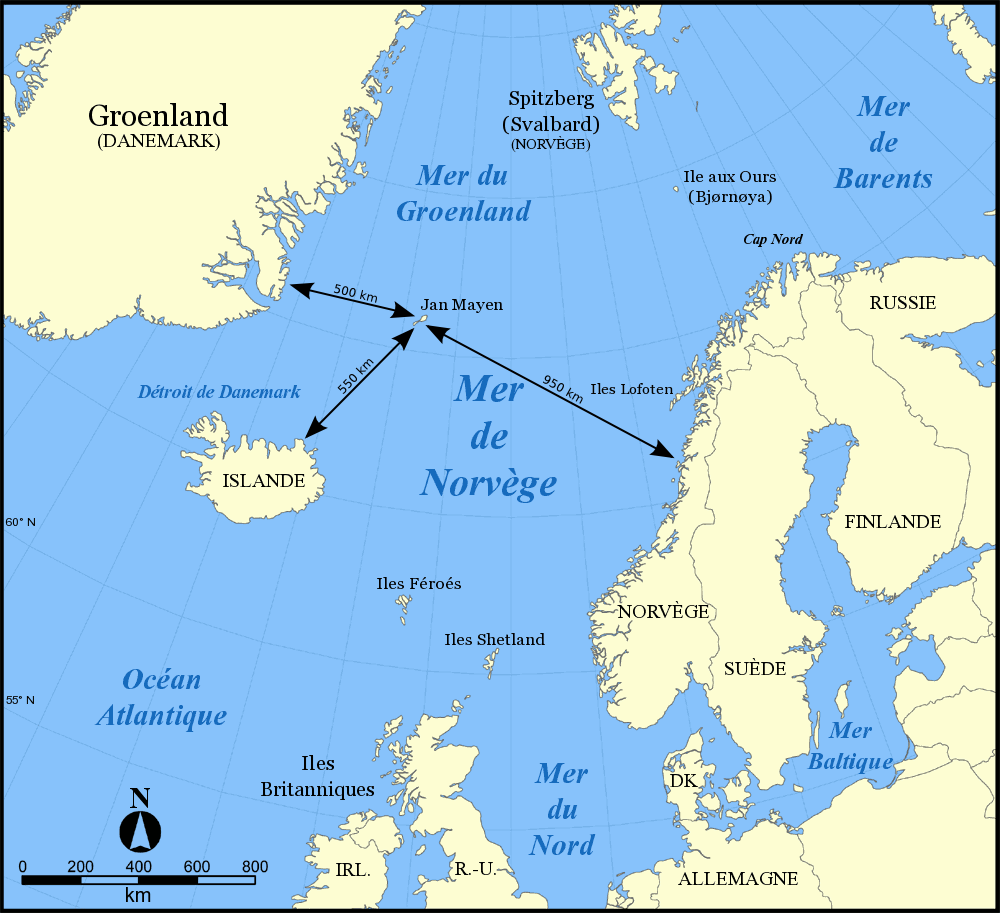
Position de l'Île Jan Mayen.

Hinsley s'est rendu compte que les livres de code seraient plus faciles à obtenir de ces chalutiers vulnérables et le renseignement britannique pourraient ensuite déchiffrer des messages aux U-Boote et de découvrir leur emplacement. Le problème principal était d'aborder l'un des navires météorologiques avant que l'équipage ait le temps de jeter leurs configuration actuelle d’Enigma à la mer. Hinsley estima aussi que les codes du mois suivant devraient être enfermés dans un coffre-fort à bord du navire et pourraient être oubliés si l'équipage était forcé d'abandonner précipitamment le navire.

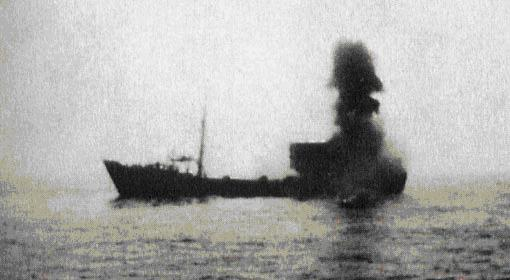
Le Lauenburg coulé par un tir de la Royal Navy

L'Amirauté envoya donc sept destroyers et croiseurs au nord-est de l'Islande au début du mois de mai 1941. La cible était le München, l'un des navires météorologiques opérant dans la région. Au cours du raid, le navire et les réglages Enigma pour juin 1941 furent capturés. En conséquence, les messages navals transmis au cours de ce mois purent commencer à être déchiffrés. Cependant, à la mi-juin 1941, les Allemands remplacèrent les tables de bigrammes utilisées dans Enigma, ce qui aurait entraîné une panne de décodage sans la capture d'un nouveau navire.
Hinsley et l'Amirauté craignaient que la capture d'un autre navire météo puisse alerter les Allemands quant à leur vulnérabilité et les amener à modifier immédiatement le code. Il est finalement décidé de prendre le risque et le 25 juin 1941, quatre navires de guerre (le croiseur léger HMS Nigeria et les destroyers HMS Tartar, HMS Jupiter et HMS Bedouin) quittèrent Scapa Flow pour capturer le Lauenburg naviguant au nord de l'Islande.
Vers 19 heures le 28 juin, le Lauenburg est aperçu par le HMS Tartar au large de l'île Jan Mayen et le destroyer ouvre le feu. L'équipage du Lauenburg abandonne rapidement le navire dans deux canots de sauvetage. Quelques minutes plus tard, le Tartar aborde le navire météorologique. Une grande quantité de matériel est collectée et transférée à bord du Tartar, puis il est coulé. Le matériel récupéré permit une meilleure compréhension des codes Enigma et aboutit à un décodage plus rapide des messages chiffrés jusqu'en juillet.